# Söldner von Söldenhofen

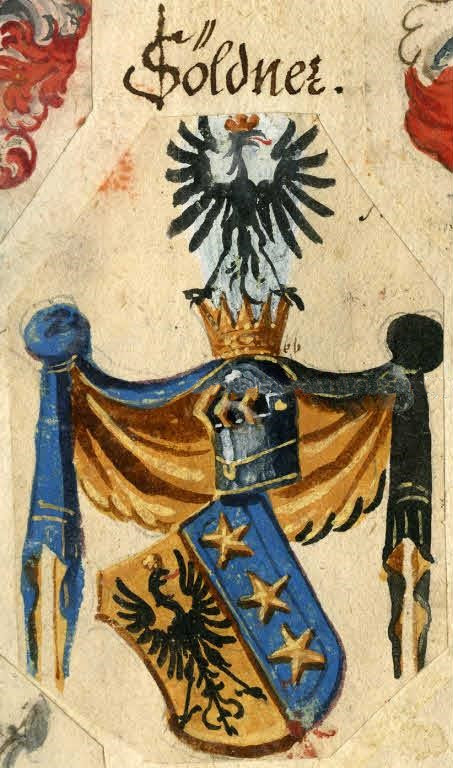
Wappen der Söldner von Söldenhofen (1630)

Söldner von Söldenhofen war der Name eines adeligen Patriziergeschlechts aus der Reichsstadt Eger, das 1630 in den Reichsritterstand erhoben wurde.  

## Geschichte
Die Söldner von Söldenhofen waren ein geadeltes Patriziergeschlecht aus der Reichsstadt Eger. Die reichsritterliche Familie besaß dort das Haus Nr. 60, außerdem das Dorf Stadl und mehrere andere Höfe. Am 30. August 1630 wurden die Vettern, der kaiserliche Reichshofratssekretär Johann und Johann Heinrich, Georg Adam sowie deren Neffe Johann Christoph Söldner mit dem Prädikat "von Söldenhofen" in den Ritterstand erhoben. Damit verbunden erhielten sie eine Wappenbesserung und die Lehensberechtigung. Der Vetter des kaiserlichen Rates, Dr. jur. Johann Söldner von Söldenhofen, Johann Heinrich Söldner von Söldenhofen diente ebenfalls als kaiserlicher Rat, niederösterreichischer Regierungssekretär und Registrator.
Des Weiteren erlangte am 4. November 1630 Johann Söldner von Söldenhofen in Regensburg vom Kaiser die Privilegien der Befreiung von bürgerlichen Rechten, das Recht zum Burg- und Schlossbau sowie den kaiserlichen Schutz und Schirm. Diese Privilegien wurden am 30. September 1636 auch Johann Heinrich Söldner von Söldenhofen und am 8. Juli 1646 in Linz dem Bürgermeister von Eger Johann Adam Söldner verliehen. 1641 fungierte Johann Adam und 1739 Georg Adam Söldner von Söldenhofen als Bürgermeister von Eger. Eine Zuwendung Adam Söldner von Söldenhofen ermöglichte nach seinem Tod ein neues Kuppeldach für den Turm der Stadtpfarrkirche von Eger. Auch die Familiengruft war in der Stadtpfarrkirche.
Als eines der bedeutendsten Angehörigen trat Johann Joseph Söldner von Söldenhofen († 7. Juli 1837 in Temesvar) 1778 in die k. k. österreichische Armee ein. Dort avancierte er zum Festungskommandant von Temesvar und Feldmarschall-Leutnant. Er war außerdem Inhaber des 23. Lombardischen Infanterie-Regimentes.

## Wappen
Blasonierung: Von Gold und Blau gespalten. Vorne ein gekrönter schwarzer Adler, hinten drei pfahlweise gestellte goldene Sterne. Auf dem gekrönten Helm mit rechts blau-goldenen und links schwarz-goldenen Helmdecken der schwarze Adler.

## Genealogie (Auswahl)
- Johann Söldner von Söldenhofen, kaiserlicher Reichshofrat
- Johann Heinrich Söldner von Söldenhofen, kaiserlicher Rat und niederösterreichischer Regierungssekretär, ⚭ Anna Maria Bound
  - Johann Baptist Söldner von Söldenhofen
  - Hans Heinrich Söldner von Söldenhofen
- Johann Adam Söldner von Söldenhofen, Bürgermeister von Eger
- Georg Adam Söldner von Söldenhofen
- Blandine Söldner von Söldenhofen, ⚭ NN von Schützen, Hauptmann